# بردية

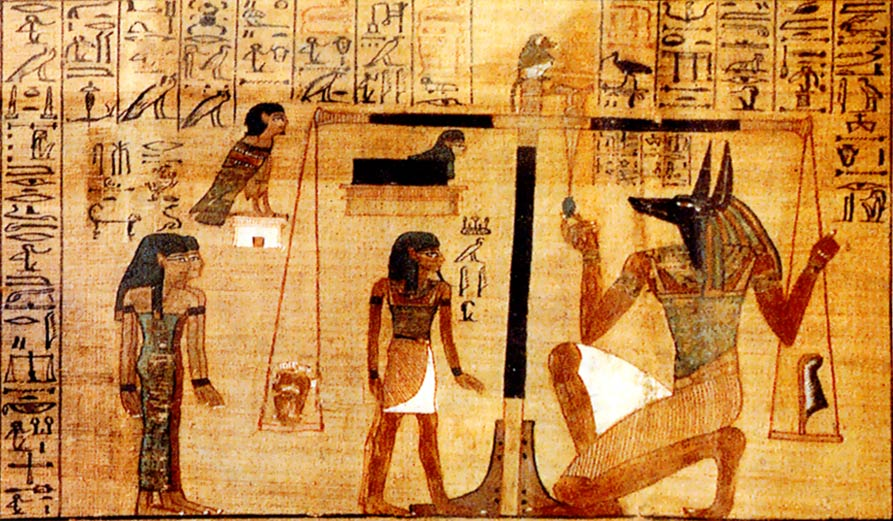
بردية آنى

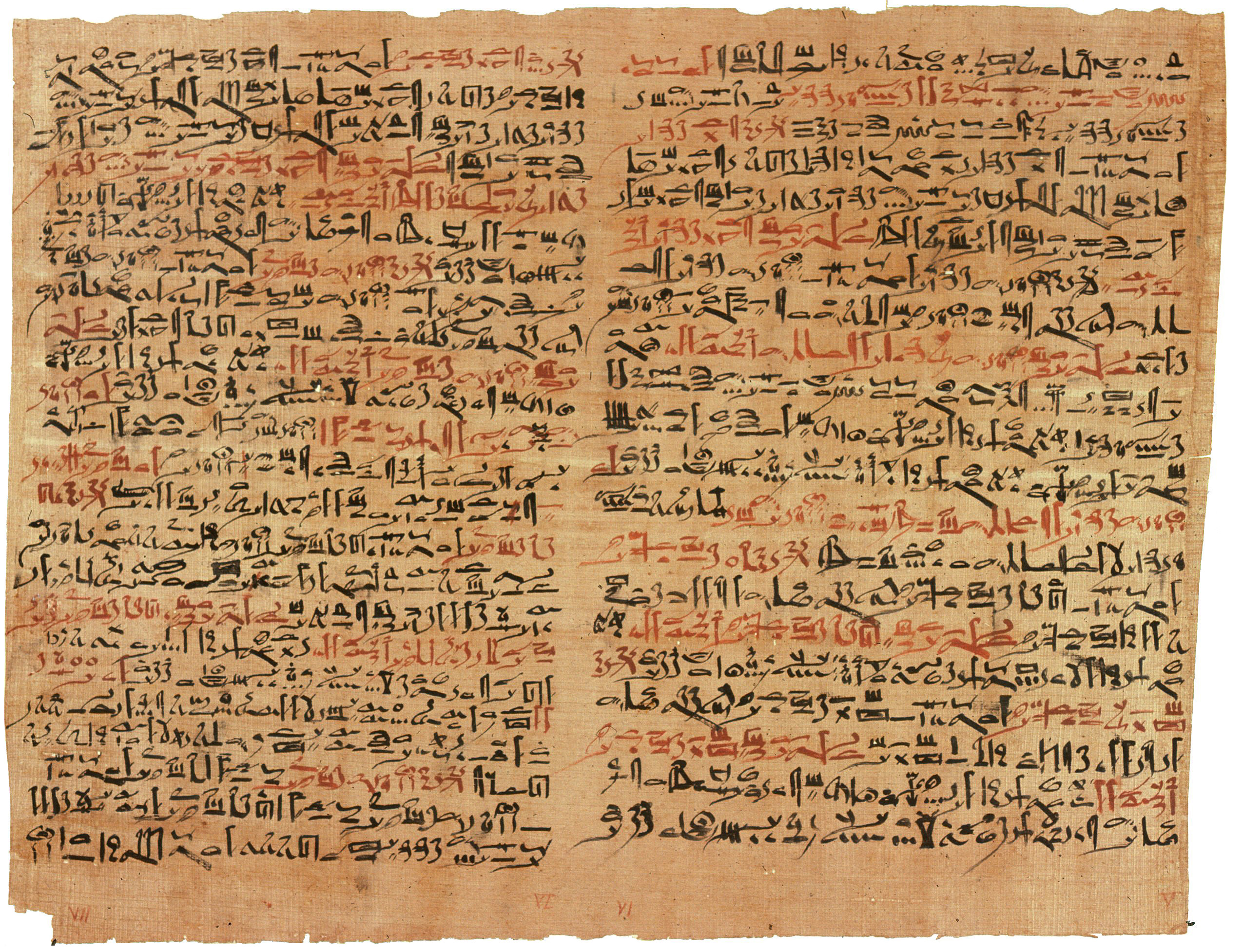
بردية إدوين سميث

ورق البردي هو مادة مشابهة للورق السميك الذي كان يستخدم في العصور القديمة سطحًا للكتابة واختُرِع في مصر القديمة منذ 3000 عام قبل الميلاد. كان مصنوعًا من لبّ نبات البردي، سعد بردي، وهو نبات البردي. يمكن أن تشير البردية أيضًا إلى مستند مكتوب على أوراق من هذه المواد، مرتبطًا جنبًا إلى جنب وملفوفًا في لفيفة، وهو شكل مبكر من الكتاب.
عُرف استخدام ورق البردي لأول مرة في مصر على الأقل منذ عهد الأسرة المصرية الأولى، حيث كان نبات البردي وفيرًا عبر دلتا النيل. واستُعمِل في جميع أنحاء منطقة البحر الأبيض المتوسط. بصرف النظر عن مادة الكتابة، استخدم المصريون القدماء أوراق البردي في بناء المصنوعات اليدوية الأخرى، مثل قوارب القصب، والحصير، والحبال، والصنادل، والسلال. لا تزال قرية القراموص في محافظة الشرقية بمصر تنتج ورق البردي.
كلمة peper الإنجليزية التي تعني ورق مشتقة اشتقاقيًا من Papyrus اللاتينية، والتي تأتي من الكلمة اليونانية pápūros، وهي كلمة نبات البردي.
في القرنين الأول قبل الميلاد والميلادي، صار للفائف البردي منافسٌ, سطح كتابة على شكل رق، يُصنّع من جلود الحيوانات. كانت أوراق الرق تُطوى لتشكل طلبات تُشَكّل بها مخطوطات على شكل كتاب. سرعان ما تبنى الكتاب المسيحيون الأوائل صيغة المخطوطات، وفي العالم اليوناني الروماني، أصبح من الشائع قطع الأوراق من لفائف البردي لتشكيل مخطوطات.
كانت المخطوطات عبارة عن تحسينات على لفائف البردي، إذ مرونَتُها لم تكفِ لطيّها دون تشقق، وكانت اللفة الطويلة، أو التمرير، مطلوبة لإنشاء نصوص كبيرة الحجم. يتميز ورق البردي بكونه رخيصًا نسبيًا ويسهل إنتاجه، ولكنه هش وعرضة للرطوبة والجفاف المفرط. ما لم تكن البردية بجودة مثالية، وكان سطح الكتابة غير منتظم، و نطاق الوسائط التي يمكن استخدامها كان محدودًا أيضًا.
اُستُبدِل ورق البردي في أوروبا بالمخطوطات والرق الرخيصة المنتجة محليًا، المُتَمَيِّزةِ بمتانةٍ أعلى بشكل ملحوظ في المناخات الرطبة، كان آخر ظهور لها في مبنى الديوان الميروفنجي مع وثيقة من 692، على الرغم من أنها كانت معروفة في بلاد الغال حتى منتصف القرن التالي. أحدث التواريخ المحددة لاستخدام ورق البردي هي 1057 لمرسوم بابوي، في فكتور الثاني، و 1087 لوثيقة عربية. استمر استخدامه في مصر حتى استُبدِل بورق أقل تكلفة قدمه العالم الإسلامي الذي علم به في الأصل من الصينيين. بحلول القرن الثاني عشر، كان الورق والرق مستخدمين في الإمبراطورية البيزنطية، لكن ورق البردي كان لا يزال خيارًا.

## تاريخ

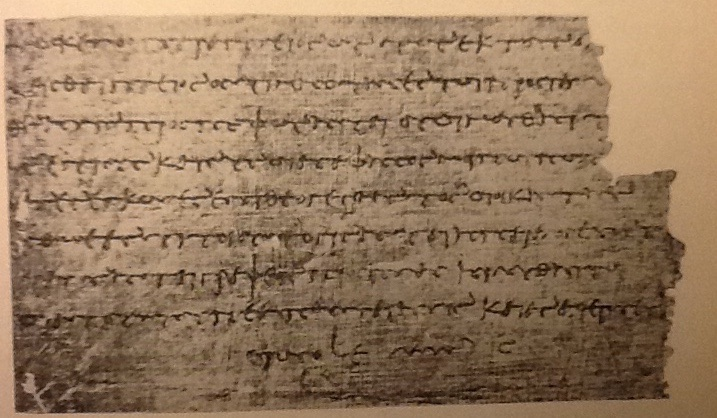
رسالة رسمية على بردية من القرن الثالث ق.م.

صُنّع ورق البردي لأول مرة في مصر منذ الألفية الثالثة قبل الميلاد. ونُقّب عن أقدم دليل أثري مكتوب على ورق البردي في عامي 2012 و2013 في وادي الجرف، وهو ميناء مصري قديم يقع على ساحل البحر الأحمر. يعود تاريخ هذه الوثائق التي تحمل عنوان «يوميات ميرير»، إلى نحو 2560–2550 قبل الميلاد (نهاية عهد خوفو). وتصف لفات البردي تلك السنوات الأخيرة من بناء الهرم الأكبر بالجيزة.
لُفَّ ورق البردي، لآلافٍ عدة من السنين، على شكل لفائف كنوع من أنواع التخزين، وبدأ جمعه معًا في شكل أسفارٍ شبيهة بالكتاب الحديث في وقت متأخر من تاريخه. قد يكون هذا محاكاة لشكل كتب الأسفار التي صُنعت باستخدام الرِّق. سرعان ما اعتمد الكتبة المسيحيون الأوائل شكل الأسفار هذا، وفي العالم اليوناني الروماني، أصبح من الشائع قطع أوراق من لفات ورق البردي لتشكيل أسفار، إذ كانت شكلًا محسنًّا من لفافة ورق البردي الذي لم يكن مطواعًا بما يكفي للطي دون أن يتشقق، وكان من المطلوب أيضًا صنع لفافة طويلة تتسع لإنشاء نصوص كبيرة الحجم. كان لورق البردي ميزة كونه رخيصًا نسبيًا وسهل الإنتاج، لكنه كان هشًا وعرضة للرطوبة والجفاف المفرط، وإذا لم يكن ذو جودة مثالية، سيكون سطح الكتابة غير منتظم وسيكون نطاق الوسائل التي يمكن استخدامها محدود أيضًا.
خفَّ استعمال ورق البردي تدريجيًا في أوروبا مع ظهور سطح كتابة منافس على الساحة، يُعرف باسم الرِّق المصنوع من جلود الحيوانات. ومع بداية القرن الرابع الميلادي، بدأت صناعة أهم الكتب من الرِّق، وانتقلت الأعمال التي تستحق الحفظ من البردي إلى الرِّق. يتسم الرِّق بمزايا هامة مقارنة بورق البردي، بما في ذلك المتانة العالية في المناخات الرطبة وبكونه أكثر ملاءمة للكتابة على كل من وجهي الورقة. كانت الميزة الرئيسة لورق البردي هي مواده الخام الرخيصة - فمن السهل زراعته في مناخ مناسب إضافة إلى أنه ينتج مواد للكتابة أكثر من جلود الحيوانات (تحتاج أغلى الكتب المصنوعة من جلود أجنة الحيوانات، إلى عشرات من أجنة الأبقار لإنتاجها). لكن ومع تراجع شبكات التجارة، أصبح توافر ورق البردي خارج نطاق مصنع البردي محدودًا، وبالنتيجة فقد ميزاته من حيث التكلفة.
كان آخر ظهور لورق البردي في الديوان الميروفنجي مع وثيقة ترجع إلى عام 692 م، على الرغم من أنه كان معروفًا في بلاد الغال حتى منتصف القرن التالي. أما آخر تواريخ مؤكدة لاستخدام ورق البردي في أوروبا تعود لعام 1057 ضمن مرسوم بابوي (عادةً ما حُفظت جميع المراسيم البابوية على ورق بردي حتى عام 1022)، وذلك في ظل حكم البابا فيكتور الثاني، وكذلك لعام 1087 لوثيقة عربية. واستمر استخدام ورق البردي في مصر حتى حلَّ محله ورق أقل تكلفة قدّمه العالم الإسلامي كان قد تعرف عليه في الأصل من الصينيين. ومع حلول القرن الثاني عشر، كان كل من البرشمان والورق قيد الاستخدام في الإمبراطورية البيزنطية، مع بقاء ورق البردي خيارًا متاحًا.
حتى منتصف القرن التاسع عشر، لم تُعرف سوى بعض الوثائق المعزولة المكتوبة على ورق البردي وكانت المتاحف قد عرضتها ببساطة من منطلق الفضول، ولم تحتوِ على أعمال أدبية. كان أول اكتشاف حديث للفات البردي في مدينة هركولانيوم الرومانية في عام 1752. وحتى ذلك الحين، كانت البرديات الوحيدة المعروفة هي القليلة المتبقية من العصور الوسطى. بدأت التحقيقات العلمية مع المؤرخ الهولندي كاسبر جاكوب كريستيان روفينز (1835–1793). كتب روفينز عن محتوى بردية ليدن التي نُشرت في عام 1830. يُنسب أول منشور إلى الباحث البريطاني تشارلز ويكليف غودوين (1878–1817) الذي نشر إحدى البرديات السحرية اليونانية التي تُرجمت إلى الإنجليزية مصحوبة بتعليق في عام 1853 لصالح جمعية كامبريدج للآثار.

### جودة متفاوتة
صُنع البردي بأنواع وأسعار عدة. إذ وصف بلينيوس الأكبر وإيزيدور الإشبيلي ستة أنواع مختلفة من ورق البردي بيعت في السوق الرومانية في ذلك الوقت. وصُنّف الورق حسب الجودة بناءً على مدى رقة سطح الكتابة وتماسكه وبياضه ونعومته. وتراوحت التصنيفات بين ورق أوغستان فائق النعومة الذي أُنتج على شكل طبقات أو صفحات مكونة من 13 رقمًا (10 بوصات) عرضًا، وورق أقل تكلفة وأكثر خشونة يبلغ عرضه ستة أرقام (أربع بوصات). تُصنّف المواد التي تعد غير صالحة للكتابة أو التي تحتوي على أقل من ستة أرقام ذات جودة تجارية وتُلصق من الحافة إلى الحافة لاستخدامها في التغليف فقط.

## أصل التسمية
الكلمة الإنجليزية «papyrus» مشتقة من اليونانية (papyrus) عبر اللغة اللاتينية، وهي كلمة مستعارة من أصل غير معروف (ربما ما قبل اليونانية). يوجد في اللغة اليونانية كلمة ثانية هي (byblos)، يقال إنها مشتقة من اسم مدينة جبيل الفينيقية. يستخدم الكاتب اليوناني ثاوفرسطس الذي ازدهر خلال القرن الرابع قبل الميلاد، كلمة papyros عند الإشارة إلى النبات المستخدم كمادة غذائية وكلمة byblos لنفس النبات ولكن عند استخدامه في المنتجات غير الغذائية، مثل الحبال أو صناعة السلال أو أسطح الكتابة. يشير المصطلح الأكثر تخصيصًا biblos الذي وجد طريقه إلى اللغة الإنجليزية في كلمات مثل «bibliography»، و«bibliophile» و«bible»، إلى اللحاء الداخلي لنبات البردي. Papyrus هي أيضًا أصل لكلمة «ورق»، وهي مادة مماثلة.

## وثائق مكتوبة على ورق البردي
تُستخدم كلمة البردي أيضًا للإشارة إلى المستندات المكتوبة على أوراقٍ من البردي وغالبًا ما تكون ملفوفة ضمن لفائف. صيغة الجمع لهذه الوثائق هي أوراق البردي. تُعطى البرديات التاريخية أسماء تعريفية – تحمل بشكل عام اسم المكتشف، أو المالك الأول، أو المؤسسة التي تُحفظ فيها – وتُرقَّم كذلك، مثل «بردية هاريس الأول». غالبًا ما يُستخدم نموذج مختصر، مثل «pHarris I». توفر هذه الوثائق معلومات مهمة عن الكتابات القديمة؛ وتعطينا النسخة الوحيدة الموجودة من ميناندر، كتاب الموتى المصري، والأطروحات المصرية عن الطب (بردية إيبرس)، وعن الجراحة (بردية إدوين سميث)، والأطروحات الرياضية المصرية (بردية ريند الرياضية)، والحكايات الشعبية المصرية (بردية وستكار). انتشرت موجات من التكهنات بين العلماء عندما عُثر على مكتبة من البرديات القديمة في مدينة هركولانيوم في القرن الثامن عشر. ولكن لا يزال فك تشفير ورموز هذه البرديات مستمرًا إلى اليوم، إذ كانت متفحمة بشدة.